# Eduard Heinrich von Baumhauer

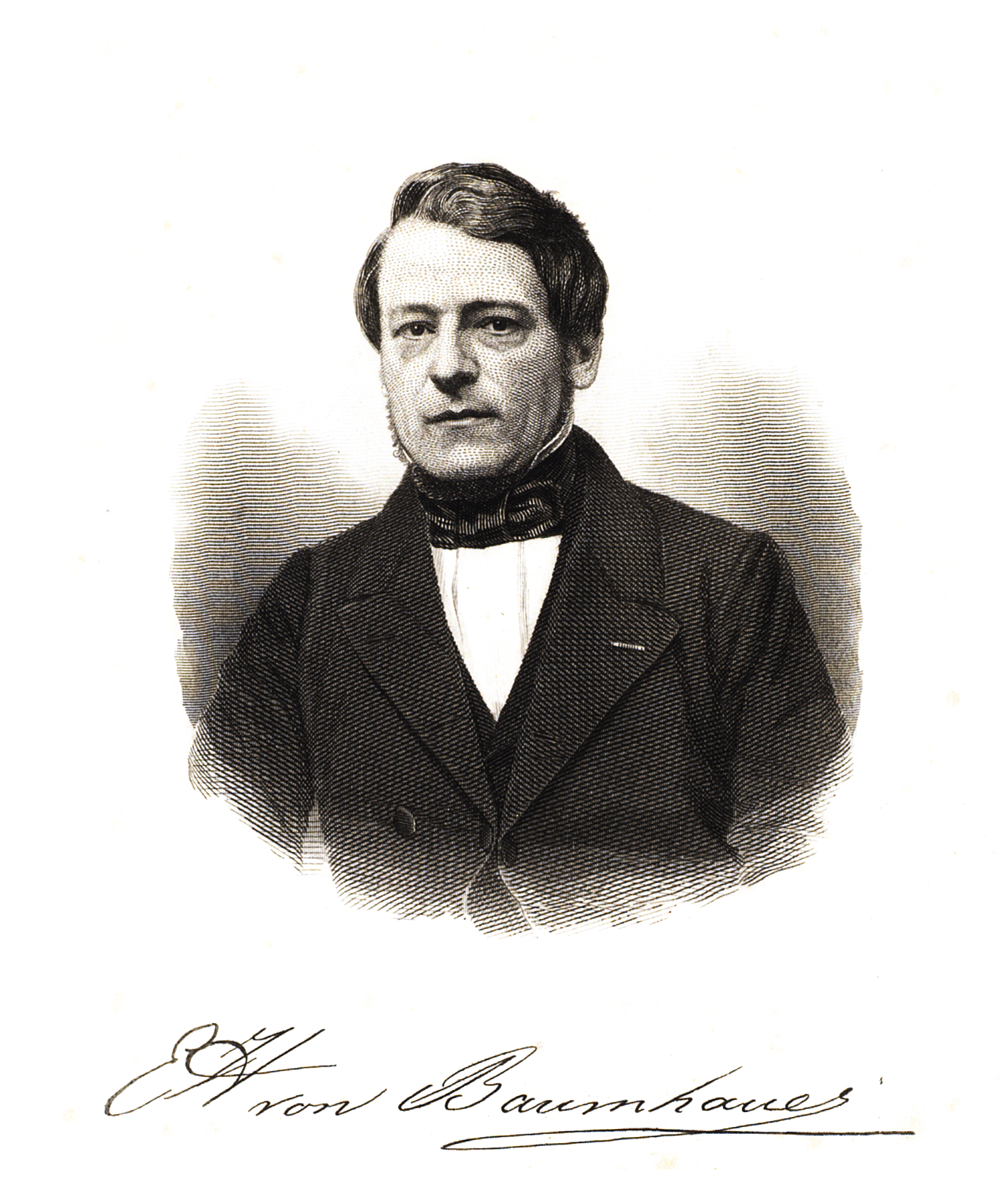
Eduard Heinrich von Baumhauer

Eduard Heinrich von Baumhauer, auch: Eduard Hendrik von Baumhauer oder Edouard Henri von Baumhauer (* 18. September 1820 in Brüssel; † 18. Januar 1885 in Haarlem) war ein niederländischer Chemiker und Naturforscher.

## Leben
Er wurde als Sohn von Willem Theodorus von Baumhauer (1785–1849) und seiner Frau Apolonia Joanna (geb. Croese, 1791–1854) 1820 in Brüssel, das damals zu den südlichen Niederlanden gehörte, geboren. Er studierte an der Universität Utrecht und wurde dort 1843 bei Simon Karsten zum Dr. litt. hum. und 1844 mit einer Arbeit über die chemische Analyse von Meteoritengestein bei Gerardus Johannes Mulder, der wesentlichen Einfluss auf seine wissenschaftliche Laufbahn hatte, promoviert.
Das Hauptarbeitsgebiet von Baumhauer war die Chemie, speziell die Analytische Chemie. Auf diesem Gebiet veröffentlichte er eine Vielzahl von Arbeiten. Neben Veröffentlichungen zu allgemeinen Wissenschaftsthemen galt sein Interesse weiteren naturwissenschaftlichen Themen: Diamanten, Pfahlwürmer, Alkoholometrie, Milchanalyse, Meteorologie und Analyse von Meteoritengestein.
Er war Mitglied zahlreicher wissenschaftlicher Gesellschaften. Seit 1858 war er Mitglied der Königlich Niederländischen Akademie der Wissenschaften (KNAW). 1877 wurde er zum Mitglied der American Philosophical Society gewählt. Am 3. Juli 1882 wurde er als Mitglied (Matrikel-Nr. 2348) in die Deutsche Akademie der Naturforscher Leopoldina aufgenommen. Von 1864 bis 1885 war er Sekretär der Holländischen Gesellschaft der Wissenschaften.